# Rio Acima
Rio Acima is een gemeente in de Braziliaanse deelstaat Minas Gerais. De gemeente telt 8.685 inwoners (schatting 2009).

## Aangrenzende gemeenten
De gemeente grenst aan Caeté, Itabirito, Nova Lima, Raposos en Santa Bárbara.